# Quinta do Sol
Quinta do Sol is een gemeente in de Braziliaanse deelstaat Paraná. De gemeente telt 5.189 inwoners (schatting 2009).

## Aangrenzende gemeenten
De gemeente grenst aan Engenheiro Beltrão, Fênix, Itambé en Peabiru.